# Anarchy in the UK: Live at the 76 Club
Anarchy in the UK: Live at the 76 Club — концертный альбом-бутлег британской панк-группы Sex Pistols, 1985 года.

## Об альбоме
Первые 9 песен взяты с выступления в Стокгольме 28 июля 1977 года, последние 4 — с финального концерта в Сан-Франциско 14 января 1978 года.
Запись концерта в Стокгольме также можно найти на бутлеге Bad Boys, а полное выступление в Сан-Франциско — на Live at Winterland.

## Список композиций
1. Anarchy In The U.K.
2. I Wanna Be Me
3. Seventeen
4. New York
5. E.M.I.
6. Submission
7. Problems
8. God Save The queen
9. Pretty Vacant
10. Belsen Was A Gas
11. Bodies
12. Holidays In The Sun